# Поход на Барбастро
Поход на Барбастро (исп. Cruzada de Barbastro) — военная операция, проводившаяся в 1064 году по призыву папы Александра II рыцарями Италии, Франции и Испании с целью освобождения Испании от власти мусульман. Завершившийся успехом поход стал предвестником Крестовых походов.

## Предыстория
В начале 1063 года король Арагона Рамиро I предпринял поход против Сарагосы и осадил крепость Граус около Барбастро. Плативший Фердинанду I Кастильскому дань правитель Сарагосы Ахмад I ал-Муктадир обратился за помощью к королю Кастилии и вместе с ним отбил Граус. После этого Фердинанду не оставалось ничего иного, как начать войну против собственного брата, в ходе которой Рамиро был убит случайной стрелой.

## Поход
Гибель Рамиро I от мусульманской стрелы вызвала большой резонанс за пределами Испании. Папа римский Александр II призвал христиан помочь Арагону в борьбе с мусульманами Испании.
Папу активно поддержали клюнийцы. Считается, что этот поход оказался предтечей Крестовых походов, которые были организованы по его образцу. Продолжившего войну Санчо I Рамиреса поддержали воинские отряды из южной Франции и Италии (включая герцога Аквитании Гильома VIII). В начале 1064 года эти отряды объединились в Жероне под командованием служившего папе римcкому нормандца Гильома де Монтревиля. На совете в Жероне было принято решение захватить крепость Барбастро, которая была важным центром на северо-востоке тайфы Сарагоса и ключом к богатой и плодородной долине реки Синки. Барбастро предназначался графу Урхеля Эрменголу III.
В союзе с этой армией Санчо I в 1064 году подошел к мусульманской крепости Барбастро. Отрезав Барбастро от воды, христианская армия взяла город. Британский испанист Г. Дж. Чейтор писал, что при захвате было убито 50 тыс. мусульман. По одной версии, при осаде крепости погиб граф Урхеля Эрменгол III, поэтому его сын Эрменгол IV, унаследовавший права на Барбастро, приказал истребить сдавшийся гарнизон. Крепость принесла её захватчикам богатую добычу, которую разделили между победителями. Так, одному Гильому де Монтревилю досталось «пятьсот молодых мусульманок, горы одежды, посуды и мебели».

## Последствия
В апреле 1065 года правитель Сарагосы Аль-Мутадир, провозгласив джихад и призвав на помощь Аль-Андалус, вновь возвратил Барбастро. В Каталанской и Арагонской энциклопедиях утверждается, что Эрменгол III погиб, когда мусульмане пытались захватить Барбастро.
В связи с походом на Барбастро оказался разорван союз между Аль-Мутадиром Сарагосским и Фердинандом Кастильским. Фердинанд одержал победу у Патерны, но завоевательный поход на Валенсию был прерван из-за болезни этого короля. В июне 1065 года Фердинанд умер, предварительно разделив своё королевство на пять частей.

## Критика
Ч. Дж. Бишко в книге «Studies in Medieval Spanish Frontier History» приводил точку зрения авторов, критикующих основную версию:
- вплоть до июня 1064 года, когда состоялся Мантуанский собор, папа Александр II был активно вовлечен в конфликт с антипапой Гонорием II, и поэтому ему было не до испанских дел;
- главнокомандующим войск мог быть не нормандец Гильом де Монтревиль, а Гильом VIII Аквитанский.

По версии Ч. Дж. Бишко, поход был направлен клюнийцами против заявленных в 1056 году имперских амбиций Фердинанда, но движущей его силой были урхельцы.